# Hroznata von Ovenec

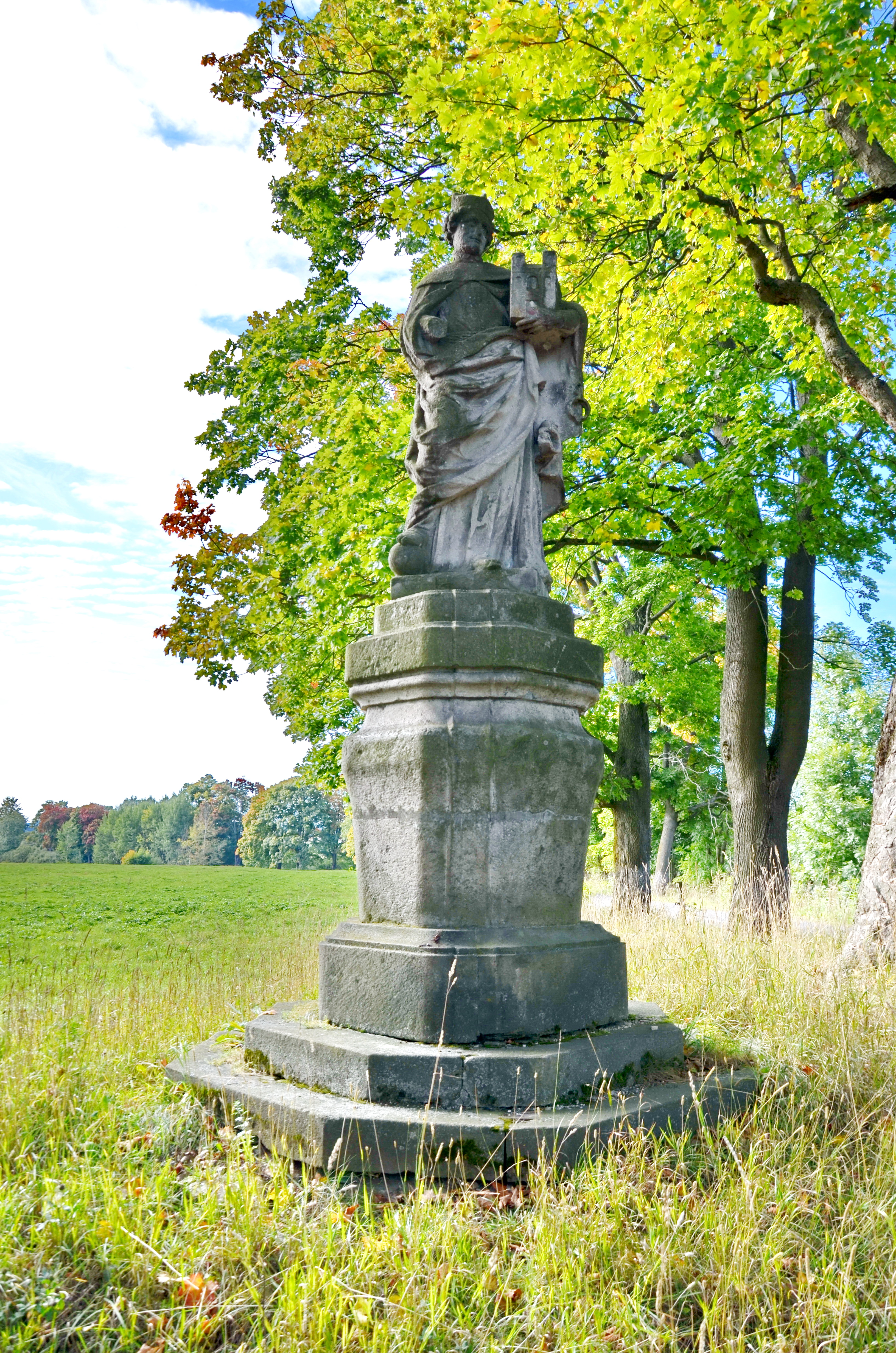
Statue des seligen Hroznata, Kloster Teplá

Hroznata von Ovenec (* um 1160; † 14. Juli 1217 in der Zwingburg Kinsberg bei Eger) wird als katholischer Märtyrer verehrt und gilt als Stammvater der Sippe der Hroznatowci mit den Nachkommen der Vrtba. Die Römisch-katholische Kirche hat ihn im Jahre 1897 seliggesprochen.

## Herkunft
Hroznata stammte aus einer altadligen Familie in Mittelböhmen, vermutlich aus Soběnice bei Leitmeritz und wurde auch als Gaugraf von Mělník erwähnt. Sein Vater hieß Sezima und soll ein unehelicher Sohn aus dem Dynastengeschlecht der Přemysliden gewesen sein. Von seiner Mutter ist überliefert, dass sie Dobroslava hieß und aus dem Adelsgeschlecht der Czernin von und zu Chudenitz stammte.

## Leben und Wirken
Hroznata wurde comes (Gaugraf) des Gebietes um Tepl in Westböhmen. Der Legende nach wollte er im Jahr 1197 am Kreuzzug Kaiser Heinrichs VI. ins Heilige Land als Kreuzritter teilnehmen, um Jerusalem von den Ungläubigen zu befreien. Er wurde nach dem frühen Tod des Kaisers von seinem Gelübde daran teilzunehmen entbunden. Nach dem Tod seiner Frau und dem seines Sohnes soll er im Jahre 1198 in Rom in den Prämonstratenserorden eingetreten sein, kehrte 1202 nach Tepl zurück, stiftete in Westböhmen das Stift Tepl und das Kloster Chotieschau und sorgte für die Verwaltung der dazugehörigen Kirchengüter und deren Einnahmen durch erbuntertänige Ortschaften. In dieser Zeit wurde er in eine Fehde mit dem Ministerialengeschlecht der Künsberg verwickelt, die im Nordgau (Bayern) und im Egerland eine Erweiterung ihres Herrschaftsbesitzes anstrebten. Hroznata wurde gefangen genommen und war der Legende nach auf der Burg Hrozňatov (Kinsberg am Muglbach), eingekerkert. Es ist bis heute in der historischen Forschung, die auf den Veröffentlichungen des Humanisten Kaspar Brusch aufbaut, umstritten, in welcher Burg im Umkreis der Reichsstadt Eger (Cheb) er an den Folgen von Hunger und erlittenen Qualen im Jahr 1217 verstarb: der Burg Kinsberg (Altkinsberg) am Muglbach, der ehemaligen Kynšperg in Königsberg an der Eger (Kynšperk nad Ohří) oder in der Burg Hohenberg an der Eger, Stammsitz der Familie von Hohenberg.

## Verehrung
Am 16. September 1897 wurde Hroznata nach langem Bemühen der Vrtba (Adelsgeschlecht) als Märtyrer anerkannt und durch Papst Leo XIII. seliggesprochen. Sein Todestag am 14. Juli wurde während der Monarchie Österreich-Ungarn im Stift Tepl bis zum Jahr 1919 festlich begangen. Seit dem Jahr 1990 findet an diesem Tag wieder ein Gedenken an ihn als Gründer des Klosters Tepl und Seligen der katholischen Kirche statt. 1993 wurde er durch Papst Johannes Paul II. zum Patron der neu gegründeten Diözese Pilsen ernannt. Anfang 2004 leitete der Pilsner Bischof František Radkovský das Heiligsprechungsverfahren über den seligen Hroznata ein.